# Espaço-tempo estacionário
Em relatividade geral, um espaço-tempo é dito ser estacionário se admite um espaço-tempo campo vetorial de Killing global não nulo. Em um espaço-tempo estacionário, os componentes do tensor métrico, {\displaystyle g_{\mu \nu }}, devem ser escolhidos de modo tal que todos sejam independentes da coordenada tempo. O elemento linear de um espaço tempo estacionário tem a forma {\displaystyle (i,j=1,2,3)}
{\displaystyle ds^{2}=\lambda (dt-\omega _{i}dy^{i})^{2}-\lambda ^{-1}h_{ij}dy^{i}dy^{j}},
onde {\displaystyle t} é a coordenada tempo, {\displaystyle y^{i}} são as três coordenadas espaciais e {\displaystyle h_{ij}} é o tensor métrico do espaço 3-dimensional.